# As Blood Runs Black
As Blood Runs Black war eine US-amerikanische Deathcore-Band aus Los Angeles, Kalifornien, die im Jahr 2003 gegründet wurde.
Bis zum jetzigen Zeitpunkt hat die Band mit Allegience und Instinct zwei Alben veröffentlicht, wobei Letzteres Platz 111 der Billboard 200 erreichte. Zwischen Juni und September 2013 begann die Band damit mittels Crowdfunding über die Plattform Indiegogo Geld für ein drittes Studioalbum zu sammeln, welches den Titel Ground Zero tragen soll. Am 11. August 2014 wurde die Auflösung der Band bekanntgegeben.

## Geschichte
As Blood Runs Black standen zwischenzeitlich bei Mediaskare Records unter Vertrag, wo auch 2006 ihr Debütalbum, Allegiance, erschien. Der große Erfolg des Albums machte sie zu einer der bekanntesten Deathcore-Bands.
In den darauffolgenden Jahren tourte die Gruppe exzessiv durch die Welt. So spielten sie zwischen dem 1. Juni 2007 und dem 8. Juli 2007 auf der Summer Slaughter Tour durch die Vereinigten Staaten und Kanada, in Begleitung von Bands wie The Faceless, Necrophagist, Decapitated und Cephalic Carnage. Davor spielte die Gruppe im April und Mai bereits auf der BrutaliTour als Vorband für Beneath the Massacre und Animosity. Auf einzelnen Shows waren zudem Suicide Silence und Bury Your Dead zu sehen. Anfang 2008 spielten sie zusammen mit Walls of Jericho und Born of Osiris die Farewell to Allegiance Tour. Im April und Mai 2008 war die Gruppe neben Stick to Your Guns, Winds of Plague und Veil of Maya Teil der Metal for the Masses Tour. Im Oktober und November 2009 spielte die Gruppe erstmals im Rahmen der Impericon Never Say Die! Tour durch Europa. Dabei war die Gruppe mit The Ghost Inside, Architects, Horse the Band, Iwrestledabearonce, Oceano und Despised Icon. Zwei Jahre später, 2011, spielte die Gruppe erneut auf der Never Say Die! Tour, dieses Mal mit Bands wie Emmure, Suicide Silence, Vanna, Deez Nuts, The Word Alive und The Human Abstract. Dabei ersetzte die Gruppe Oceano, welche die Tournee 2011 nicht antreten konnte.
Die Gruppe hatte in ihrer musikalischen Karriere häufig mit Besetzungswechseln zu kämpfen. So wurde Sänger Chris Blair im Januar 2010 durch Ken Maxwell ersetzt, der kurze Zeit später wiederum durch Sonik Garcia ersetzt wurde.
Am 15. März 2011 wurde ihr zweites Studioalbum, Instinct, über Mediaskare Records veröffentlicht. Danach tourten sie permanent durch Nordamerika und Europa. So spielte die Band im März 2012 mit War from a Harlots Mouth und Thy Art Is Murder Konzerte im Vereinigten Königreich, Deutschland, Belgien, Tschechien, Italien, Österreich und in den Niederlanden. Zwischenzeitlich wurde der Plattenvertrag aufgrund eines Streites zwischen der Band und Mediaskare Records aufgelöst. Somit musste die Produktion ihres dritten Albums durch Crowdfunding finanziert werden. Ursprünglich war die Veröffentlichung für das Jahr 2013 angekündigt, allerdings wurde das Datum immer wieder verschoben.
Im August 2014 gab die Gruppe bekannt sich aufzulösen. Zu diesem Zeitpunkt war unklar, ob das Album jemals erscheinen wird. Später hatte die Gruppe in StandBy Records ein neues Label gefunden, die das Album Ground Zero im Oktober 2014 veröffentlichen sollte. Zudem spielt die Gruppe eine Abschiedstournee mit Rings of Saturn, Upon This Dawning und Those Who Fear durch Nordamerika.
Im August 2021 gab die Gruppe bekannt, an neuer Musik zu arbeiten.

## Diskografie
- 2006: Allegiance (Mediaskare Records)
- 2011: Instinct (Mediaskare Records)
- 2014: Ground Zero (StandBy Records)

## Musikvideos
- 2007: My Fears Have Become Phobias
- 2011: Resist
- 2011: The Brighter Side of Suffering
- 2012: In Honor